# São Marcos
São Marcos egy község (município) Brazíliában, Rio Grande do Sul államban, a Gaúcho-hegységben. 2022-ben becsült népessége 21 084 fő volt.

## Története
1864-ben a térséget még őslakos indiánok lakták. A Montenegrót és São Francisco de Paulát összekötő út megépülésével megkezdődött a vidék európai gyarmatosítása. A São Marcos Dei Polacchi (lengyelek Szent Márkja) nevű helyre 1883-tól kezdtek behatolni és 1885-től letelepedni az olaszok, lengyelek, portugálok, azoriak, afrikaiak. Az új kolónia legrégebbi háza a Río das Antas partján, a Riachuelonak nevezett helyen épült, romjai ma is láthatóak.
Kezdetben São Francisco de Paulához tartozott, majd 1921-ben São Marcos néven Caxias do Sul kerületévé nyilvánították. 1917 és 1923 között utat építettek São Marcos (Pedras Brancas) és Caxias do Sul között, így gazdasága fellendült, jelentős szerepet kapott a földművelés és a fakitermelés. A kerület 1963-ban vált ki Caxias do Sulból és önálló községgé alakult.

## Leírása
Székhelye São Marcos, második kerülete Pedras Brancas. A Gaúcho-hegység magas lejtőin helyezkedik el, a községközpont 746 méter magasságban, Porto Alegretől 165, Caxias do Sultól 36 kilométerre északra fekszik, az Uva e Vinho turisztikai régióban. Éghajlata mérsékelt, hideg téllel. Az állam legnagyobb és Brazília tizedik legnagyobb szőlőtermelője, évente 24 millió kilogramm szőlő terem, amelyből több, mint 34 millió liter bort, továbbá gyümölcslevet és származékokat állítanak elő. Emellett az állam második legnagyobb fokhagymatermelője, az ipart pedig a kohászat, bútorgyártás, élelmiszeripar képviseli.